# Tro-Bro Léon 2018
La Tro-Bro Léon 2018, trentacinquesima edizione della corsa e valevole come evento dell'UCI Europe Tour 2018 categoria 1.1, si svolse il 15 aprile 2018 su un percorso di 203,2 km, con partenza e arrivo a Lannilis, in Francia. La vittoria fu appannaggio del francese Christophe Laporte, il quale completò il percorso in 5h12'07", alla media di 39,06 km/h, precedendo il connazionale Damien Gaudin e il belga Jelle Mannaerts.
Sul traguardo di Lannilis 58 ciclisti, su 133 partenti, portarono a termine la competizione.

## Squadre e corridori partecipanti
| N.    | Cod. | Squadra                       |
| ----- | ---- | ----------------------------- |
| 1-7   | TDE  | Direct Énergie                |
| 11-17 | ALM  | AG2R La Mondiale              |
| 21-27 | GFC  | Groupama-FDJ                  |
| 31-37 | COF  | Cofidis, Solutions Crédits    |
| 41-47 | DMP  | Delko Marseille Provence KTM  |
| 51-57 | EUS  | Euskadi Basque Country-Murias |
| 61-67 | ICA  | Israel Cycling Academy        |
| 71-77 | SVB  | Sport Vlaanderen-Baloise      |
| 81-87 | FST  | Team Fortuneo-Samsic          |

| N.      | Cod. | Squadra                    |
| ------- | ---- | -------------------------- |
| 91-97   | UHC  | UnitedHealthcare           |
| 111-117 | VCC  | Vital Concept Cycling Club |
| 121-127 | WGG  | Wanty-Groupe Gobert        |
| 131-137 | CIB  | Cibel-Cebon                |
| 141-147 | TJI  | Joker Icopal               |
| 151-157 | RLM  | Roubaix Lille Métropole    |
| 161-167 | AUB  | St Michel-Auber 93         |
| 171-177 | TIS  | Tarteletto-Isorex          |
| 181-187 | EUK  | Team Euskadi               |

## Ordine d'arrivo (Top 10)
| Pos. | Corridore          | Squadra      | Tempo    |
| ---- | ------------------ | ------------ | -------- |
| 1    | Christophe Laporte | Cofidis      | 5h12'07" |
| 2    | Damien Gaudin      | Direct       | a 4"     |
| 3    | Jelle Mannaerts    | Tarteletto   | a 16"    |
| 4    | Hugo Hofstetter    | Cofidis      | s.t.     |
| 5    | Rasmus Tiller      | Joker        | s.t.     |
| 6    | Olivier Le Gac     | Groupama     | s.t.     |
| 7    | Mikel Aristi       | Euskadi-Mur. | s.t.     |
| 8    | Jonas Rickaert     | Sport Vl.    | s.t.     |
| 9    | Mauro Finetto      | Delko Mar.   | s.t.     |
| 10   | Stijn Vandenbergh  | AG2R         | s.t.     |